# Соэда, Го
Го Соэда (яп. 添田 豪 Соэда Го, род. 5 сентября 1984, Фудзисава, Япония) — японский теннисист; призёр теннисного турнира Азиатских игр.

## Биография
Младший из трёх сыновей Марико и Фумио Соэды; его братьев зовут Дзюн и Рё. В теннисе с четырёх лет. Любимое покрытие — хард, лучший удар — форхенд.
В 2003 году провел свои дебютные профессиональные встречи в карьере.
В 2005 году Соэда сыграл 2 матча на профессиональном уровне, но в обоих терпел поражение.
В ноябре 2008 года выиграл свой первый титул на профессиональном уровне. На челленджере в Японии Соэда в финале обыграл корейского теннисиста Ли Х.-Т. со счетом 2-0 (6-2 7-6).
В 2010 году провел достаточно ровный сезон, но выиграть удалось лишь однажды. Свой единственный трофей того года заполучил на челленджере в Эквадоре, обыграв в финале американского теннисиста Райли Де Харта со счётом 2-0 (7-6 6-2).
В 2011 году Соэде удалось выиграть 2 турнира в одиночном разряде. Сначала он победил на китайском челледжере, где в финале ему противостоял немецкий теннисист Маттиас Бахингер. Японец выиграл встречу со счетом 2-0 (6-4 7-5) и завоевал первый титул в этом году. Затем успех Го снова поджидал в Китае. На челленджере в городе Ухай, Соэда столкнулся в финале с южноафриканским теннисистом Равеном Класеном. Любопытно, что оба финала закончились с одинаковым счетом, только лишь сеты поменялись местами. Японец оказался сильнее, встреча закончилась со счётом 2-0 (7-5 6-4).
В 2012 году Соэда смог завоевать 3 титула в одиночно разряде. Первый трофей пришелся на конец января, на американском челленджере в Гонолулу, Го обыграл в финале американского теннисиста со счётом 2-0 (6-3 7-6). Затем японец отправился защищать титул на китайский челленджер в город Pingguo и ему это удалось. На этот раз в финале ему противостоял теннисист из первой сотни Малик Джазири. Встреча закончилась со счётом 2-1 (6-1 3-6 7-5) в пользу японца. 3 титул Го завоевал в Тайване. Случилось это в конце апреле и это был самый дорогой турнир, который выигрывал японец(призовые 125.000$). В финале челленджера в Тайване Соэда играл против своего соотечественника Тацуми Ито и выиграл со счётом 2-0 (6-3 6-0). Эти победы позволили японцу добиться своего лучшего результа, 60 место мирового рейтинга АТР.
В начале года Го отправился на турнир в Гавайи, где был посеян под 1 номером, как оказалось не зря. Соэда выиграл этот челленджер, при этом не отдав сопернику ни единого сета. В финале был повержен немецкий теннисист Миша Зверев со счётом 2-0 (7-5 7-5).
В 2014 году Го Сэда выиграл сразу 3 челленджера. Первым ему покорился челленджер в Южной Корее, где Соэда был посеян под 2 номером. Доказав статус фаворита, японец добрался до финала, снова не уступив ни одного сета. В финале его соперником был тайваньский теннисист Джимми Ван, которому также не удалось навязать особой борьбы Го и зацепиться хотя бы за сет, 2-0 (6-3 7-6). Вторым на очереди был китайский челленджер в Наньчане. Несмотря на то, что японец был первым сеянным турнира, здесь ему пришлось попотеть. Сложный трехсетовый матч в полуфинале, и следом финал со словенским теннисистом Блажем Кавчичем, где японец одержал вверх на тай-брейке в решающем сете 2-1 (6-3 2-6 7-6). Наконец третьим на очереди был домашний челленджер в Японии. В финале Тойота челленджера Го Соэда пришлось сразиться со своим соотечественником, первым сеянным, Тацуми Ито. Го завершил встречу в свою пользу со счётом 2-0 (6-4 7-5).
В 2015 году Го Соэда выиграл всего один титул. В мае на челленджере в Сеуле японец обыграл теннисиста из Кореи Хён Чона со счётом 2-1 (3-6 6-3 6-3).
В июле 2016 года выиграл челленджер в Виннипеге (Канада). В финале он играл против словенского теннисиста Блажа Кавчича и обыграл его со счётом 2-1 (6-7 6-4 6-2).
Всего в том году он провел 71 встречу, из которых в 43 вышел победителем, что позволило ему занять 126 строчку мирового рейтинга АТР.

## Рейтинг на конец года в одиночном разряде
- 2014 — 99
- 2013 — 103
- 2012 — 60
- 2011 — 120
- 2010 — 120
- 2009 — 238
- 2008 — 114
- 2007 — 206
- 2006 — 188
- 2005 — 302
- 2004 — 502
- 2003 — 635

## Выступления на турнирах

### Финалы челленджеров и фьючерсов в одиночном разряде (34)

#### Победы (22)
| Условные обозначения |
| Челленджеры (16+1)   |
| Фьючерсы (6+1)       |

| Титулы по покрытиям | Титулы по месту проведения матчей турнира |
| ------------------- | ----------------------------------------- |
| Хард (19+2)         | Зал (3)                                   |
| Грунт (1)           | Зал (3)                                   |
| Трава (0)           | Открытый воздух (19+2)                    |
| Ковёр (2)           | Открытый воздух (19+2)                    |

| №   | Дата            | Турнир             | Покрытие | Соперник в финале | Счёт           |
| 1.  | 3 июля 2005     | Токио, Япония      | Хард     | Жозе Стетем       | 6-4 6-3        |
| 2.  | 2 декабря 2005  | Коломбо, Шри-Ланка | Грунт    | Тосихидэ Мацуи    | 4-6 7-5 7-5    |
| 3.  | 28 мая 2006     | Мунаката, Япония   | Хард     | Гоити Мотомура    | 7-6(6) 6-3     |
| 4.  | 18 августа 2007 | Манта, Эквадор     | Хард     | Эдуардо Шванк     | 6-4 6-2        |
| 5.  | 14 октября 2007 | Пекин, Китай       | Хард     | Василис Мазаракис | 6-3 6-1        |
| 6.  | 9 марта 2008    | Киото, Япония      | Ковёр(i) | Маттиас Бахингер  | 7-6(0) 2-6 6-4 |
| 7.  | 20 апреля 2008  | Пусан, Южная Корея | Хард     | Лу Яньсюнь        | 6-2 — отказ    |
| 8.  | 24 мая 2008     | Нью-Дели, Индия    | Хард     | Лу Яньсюнь        | 6-3 3-6 6-4    |
| 9.  | 30 ноября 2008  | Тоёта, Япония      | Хард(i)  | Ли Хён Тхэк       | 6-2 7-6(7)     |
| 10. | 18 октября 2009 | Тибурон, США       | Хард     | Илья Бозоляц      | 3-6 6-3 6-2    |
| 11. | 28 марта 2010   | Токио, Япония      | Хард     | Хироки Кондо      | 6-2 6-3        |
| 12. | 4 апреля 2010   | Кофу, Япония       | Хард     | И Чухуань         | 6-3 6-4        |
| 13. | 1 мая 2010      | Манта, Эквадор     | Хард     | Райлер Дехарт     | 7-6(5) 6-2     |
| 14. | 27 марта 2011   | Пинго, Китай       | Хард     | Маттиас Бахингер  | 6-4 7-5        |
| 15. | 31 июля 2011    | Ухай, Китай        | Хард     | Равен Класен      | 7-5 6-4        |
| 16. | 29 января 2012  | Гонолулу, США      | Хард     | Робби Джинепри    | 6-3 7-6(5)     |
| 17. | 18 марта 2012   | Пинго, Китай       | Хард     | Малик Джазири     | 6-1 3-6 7-5    |
| 18. | 29 апреля 2012  | Гаосюн, Тайвань    | Хард     | Тацума Ито        | 6-3 6-0        |
| 19. | 27 января 2013  | Мауи, США          | Хард     | Миша Зверев       | 7-5 7-5        |
| 20. | 18 мая 2014     | Пусан, Южная Корея | Хард     | Джимми Ван        | 6-3 7-6(5)     |
| 21. | 29 июня 2014    | Наньчан, Китай     | Хард     | Блаж Кавчич       | 6-3 2-6 7-6(3) |
| 22. | 23 ноября 2014  | Тоёта, Япония      | Ковёр(i) | Тацума Ито        | 6-4 7-5        |

#### Поражения (12)
| №   | Дата           | Турнир                    | Покрытие | Соперник в финале | Счёт           |
| 1.  | 1 мая 2005     | Сидзуока, Япония          | Ковёр    | Марк Нильсен      | 0-6 6-4 3-6    |
| 2.  | 5 июня 2005    | Мунаката, Япония          | Хард     | Майкл Яни         | 6-7(2) 6-7(6)  |
| 3.  | 5 марта 2006   | Шэньчжэнь, Китай          | Хард     | Йессе Хута Галунг | 3-6 2-6        |
| 4.  | 23 июля 2006   | Аптос, США                | Хард     | Алекс Кузнецов    | 1-6 6-7(4)     |
| 5.  | 6 мая 2007     | Тэгу, Южная Корея         | Хард     | Нам Хён У         | 6-4 3-6 1-6    |
| 6.  | 12 мая 2007    | Кимчхон, Южная Корея      | Хард     | Сатоси Ивабути    | 1-6 6-2 3-6    |
| 7.  | 2 декабря 2007 | Брисбен, Австралия        | Хард     | Джозеф Сириани    | 6-1 0-6 3-6    |
| 8.  | 23 ноября 2008 | Йокогама, Япония          | Хард     | Ли Хён Тхэк       | 5-7 3-6        |
| 9.  | 6 июня 2010    | Ноттингем, Великобритания | Трава    | Ричардас Беранкис | 4-6 4-6        |
| 10. | 4 марта 2012   | Сингапур                  | Хард     | Лу Яньсюнь        | 3-6 4-6        |
| 11. | 14 июля 2013   | Пекин, Китай              | Хард     | Лу Яньсюнь        | 2-6 4-6        |
| 12. | 17 ноября 2013 | Иокогама, Япония          | Хард     | Мэттью Эбден      | 6-2 6-7(3) 3-6 |

### Финалы челленджеров и фьючерсов в парном разряде (8)

#### Победы (2)
| №  | Дата            | Турнир           | Покрытие | Партнёр      | Соперники в финале            | Счёт              |
| 1. | 24 октября 2004 | Арлингтон, США   | Хард     | Чжэнь Ти     | Скотт Липски Тодд Уидом       | 7-5 6-2           |
| 2. | 25 ноября 2007  | Иокогама, Япония | Хард     | Хироки Кондо | Сатоси Ивабути Тосихидэ Мацуи | 6-7(5) 6-3 [11-9] |

#### Поражения (6)
| №  | Дата           | Турнир                    | Покрытие | Партнёр          | Соперники в финале             | Счёт              |
| 1. | 5 июня 2005    | Мунаката, Япония          | Грунт    | Тасуку Ивами     | Им Кю Тхэ Чон Ун Сон           | 6-3 3-6 6-7(5)    |
| 2. | 27 января 2008 | Ваиколоа-Виллидж, США     | Хард     | Сатоси Ивабути   | Скотт Липски Дэвид Мартин      | 4-6 7-5 [7-10]    |
| 3. | 9 марта 2008   | Киото, Япония             | Ковёр(i) | Хироки Кондо     | Дитер Киндлманн Мартин Сланар  | 1-6 5-7           |
| 4. | 16 апреля 2011 | Таллахасси, США           | Хард     | Джеймс Уорд      | Вашек Поспишил Бобби Рейнольдс | 2-6 4-6           |
| 5. | 12 мая 2013    | Куньмин, Китай            | Хард     | Ясутака Утияма   | Сэмюэль Грот Джон-Патрик Смит  | 4-6 1-6           |
| 6. | 15 июня 2014   | Ноттингем, Великобритания | Трава    | Рубен Бемельманс | Рамиз Джунейд Майкл Винус      | 6-4 6-7(1) [6-10] |